# Antônio Victor
Antônio Victor (Rio de Janeiro, 24 de setembro de 1897 — Rio de Janeiro, 17 de outubro de 1980) foi um ator brasileiro. Estreou no cinema em 1959, no filme “Aí vem Os Cadetes”. Na televisão, seu primeiro trabalho foi na novela “Irmãos Coragem” exibida em 1970 pela TV Globo.
Também atuou nas novelas: “Sem Lenço, Sem Documento”; “Vejo a Lua no Céu”; “Gabriela”; “Escalada”; “Fogo Sobre Terra”; “O Bofe”; e “Selva de Pedra”.
Seu último trabalho cinematográfico foi no filme “O Coronel e o Lobisomem” de 1978. Na TV, atuou como Frei Lourenço na história  "Emília, Romeu e Julieta" no Sítio do Pica-Pau Amarelo, exibida na Rede Globo em 1979.

## Televisão
| Ano  | Título                   | Personagem                            | Notas                               | Emissora   |
| ---- | ------------------------ | ------------------------------------- | ----------------------------------- | ---------- |
| 1970 | Irmãos Coragem           | Sebastião Coragem                     |                                     | Rede Globo |
| 1972 | O Bofe                   | Frei Francisco                        | Participação Especial               | Rede Globo |
| 1972 | Caso Especial            |                                       | Episódio: "Dibuk, o Demônio"        | Rede Globo |
| 1972 | Selva de Pedra           | Bartolomeu Fagundes Madureira (Bartô) | Participação                        | Rede Globo |
| 1973 | O Bem Amado              | Juiz de Sucupira                      | Participação                        | Rede Globo |
| 1974 | Fogo Sobre Terra         | Dr. Lucena                            |                                     | Rede Globo |
| 1975 | Gabriela                 | Juiz                                  |                                     | Rede Globo |
| 1975 | Escalada                 | Padre Leopoldo                        |                                     | Rede Globo |
| 1976 | Vejo a Lua no Céu        | Juliano                               |                                     | Rede Globo |
| 1977 | Sem Lenço, Sem Documento | Adamastor Sodré                       |                                     | Rede Globo |
| 1979 | Sítio do Picapau Amarelo | Frei Lourenço                         | Episódio: "Emília, Romeu e Julieta" | Rede Globo |